# قرار مجلس الأمن التابع للأمم المتحدة رقم 2041
قرار مجلس الأمن التابع للأمم المتحدة رقم 2041، المتخذ بالإجماع في 22 مارس 2012.

## روابط خارجية
- نص القرار في undocs.org